# Dendrobium luteolum
Dendrobium luteolum är en orkidéart som beskrevs av James Bateman och Heinrich Gustav Reichenbach. Dendrobium luteolum ingår i släktet Dendrobium, och familjen orkidéer. Inga underarter finns listade i Catalogue of Life.